# Jitka Babická
Jitka Babická, provdaná Potůčková (* 31. července 1939), je bývalá československá krasobruslařka, která soutěžila v tancích na ledě. Se svým partnerem Jaromírem Holanem vystupovali v letech 1959–1967, stali se 2× mistry republiky a v roce 1966 byli bronzoví na mistrovství Evropy v Bratislavě.

## Kariéra
Jitka Babická začínala jezdit sólově stejně jako její partner Jaromír Holan a ještě v roce 1959 skončila pátá (Holan třetí) na mistrovství ČSSR v jednotlivcích. Na tomto mistrovství spolu poprvé jeli i v tancích a obsadili 2. místo za Evou a Pavlem Romanovými. To rozhodlo. Rozloučili se se sólovým ježděním a věnovali se již jen tancům. Patřili mezi průkopníky tanců na ledě v Československu. Od 1. ročníku mistrovství Československa v této disciplíně v roce 1959 byli jeho účastníky a pravidelně se umisťovali jako druzí za Romanovými (celkem 7×). Po odchodu Romanových se stali dvakrát mistry republiky. Trénovala je – stejně jako Romanovy – Míla Nováková.
Jitka Babická vystudovala trenérskou školu ITVS v Bratislavě a po ukončení kariéry začala trénovat na Stadionu Praha (na Nikolajce), kde působí dodnes. Je vdaná, má syna a žije v Praze.

### Přehled sportovních úspěchů
| Událost            | 1959 | 1960 | 1961 | 1962 | 1963 | 1964 | 1965 | 1966 | 1967 |
| ------------------ | ---- | ---- | ---- | ---- | ---- | ---- | ---- | ---- | ---- |
| mistrovství Evropy |      |      | 10   | 9    | 7    | 6    | 7    | 3    | 6    |
| mistrovství světa  |      |      |      |      | 14   | 10   |      | 8    | 11   |
| mistrovství ČSSR   | 2    | 2    | 2    | 2    | 2    | 2    | 2    | 1    | 1    |